# Austfonna
L'Austfonna (literalment: glacera de l'est) és un casquet glacial situat a l'illa de Nordaustlandet, al nord-est de l'arxipèlag de Svalbard. Amb 8.120 km², és la segona glacera més gran d'Europa, després de la Vatnajökull, i la setena de la Terra. Aquesta glacera està estudiada regularment pels científics, en particular al marc dels estudis de climatologia.
El seu volum s'estima en uns 1900 km³, el seu gruix màxim és de 560 m i la seva altitud màxima de 800 m. Una gran part de la seva base es troba sota el nivell del mar, tal com passa a l'Antàrtida i Groenlàndia. El seu front marítim s'estén durant 180 km interromputs únicament per uns pocs afloraments rocosos.
Aquest casquet acostuma a estar exempt de crevasses. L'aigua de fusió regalima durant l'estiu i forma cascades espectaculars a certs indrets del front de la glacera. De fet, per efecte del trencament de la llengua glacial en arribar al mar, la glacera origina els icebergs més grans de les Svalbard.
En noruec, Aust té el mateix origen que Øst que vol dir Est i Fonna é un sinònim de Bre, que significa glacera. Austfonna literalment vol dir Glacera de l'Est. Cal destacar que aquesta glacera ha portat anteriorment els noms d'East Ice, Groote Ys Berg i Öst-isen.